# Poe (chanteuse)
Pour les articles homonymes, voir Poe.
Poe, de son vrai nom Anne Decatur Danielewski, née le 23 mars 1968, est une chanteuse américaine.

## Biographie
Poe est la fille du réalisateur Tad Danielewski et de Priscilla Decatur Machold. Son frère, Mark Z. Danielewski, est écrivain.
Elle commence sa carrière chez Modern/Atlantic Records en 1994.

## Discographie
| 1995           | Hello - Date de sortie : 10 octobre 1995 - Label : Modern Records     | 71  | 4 | - US : Disque d'or |
| 2000           | Haunted - Date de sortie : 31 octobre 2000 - Label : Atlantic Records | 115 | — |                    |
| "—" non classé |                                                                       |     |   |                    |